# Pomník Elišky Krásnohorské
Pomník Elišky Krásnohorské z roku 1931 stojí v západní části Karlova náměstí v Praze na Novém Městě proti budovám Českého vysokého učení technického. Autorkou sochy z bílého mramoru je Karla Vobišová-Žáková.

## Historie a popis
Eliška Krásnohorská se významně angažovala v ženském hnutí, redigovala Ženské listy, byla starostkou Ženského výrobního spolku českého, zakladatelkou Spolku pro ženské studium Minerva a také prvního dívčího gymnázia Minerva. Její texty byly předneseny i při odhalení blízkých pomníků Karoliny Světlé a Vítězslava Hálka. O zbudování pomníku Elišky Krásnohorské se zasloužil Ženský výrobní spolek český, který od r. 1896 sídlil ve vlastním domě v Resslově ulici č. 1940-II.
Autorka sochy, Karla Vobišová-Žáková, vytvořila roku 1927 pamětní desku Elišky Krásnohorské (nynější budova budova Českoslovanské obchodní akademie, Resslova 5) a ve stejném roce zvítězila v soutěži na zbudování pomníku. Ten byl odhalen roku 1931 a Vobišová za něj získala vyznamenání Akademie věd a umění.
Pomník je vytesán z jediného bloku bílého rumunského mramoru. Spisovatelka v mírně nadživotní velikosti je zobrazena v hladkých šatech splývajících k zemi a s pelerínou uvázanou u krku. V rukou u pasu drží svitek papírů. Na nízkém nepravidelně vykrojeném mramorovém soklu je reliéfní nápis: ELIŠKA KRÁSNOHORSKÁ.
O pomníku v dobovém tisku psal Emil Pacovský: (cit. ):
Pomník Elišky Krásnohorské je kulturní památka České republiky evidovaná v Ústředním seznamu kulturních památek pod rejstříkovým číslem: 40068/1-1205.

### Pamětní desky E. Krásnohorské
- Resslova 5/Dittrichova 1940/16 (Ženský výrobní spolek český), Praha 2[4]
- Černá ul. 15/169, Praha 1 (věnovala Jednota Karolína Světlá)[5]
- Pštrossova 202/15, Praha 1 (dívčí gymnasium Minerva)[6]
- Husova 242/9, Praha 1 (rodný dům)[7]
- Ohradní 111/55, Michle, Praha 4 (gymnasium E. Krásnohorské)[8]
- Plzeň, Goethova (Minerva)[9]
- Náhrobek Elišky Krásnohorské je na Olšanských hřbitovech v Praze

## Kulturní přesah
Proč je na Karlově náměstí Eliška Krásnohorská světlá, když hned naproti je Karolina Světlá tmavá. Není to umělecká chyba?
Není. Barva kamene nerozhoduje, protože sochařství je záležitostí tvarů. Uměleckou chybou by bylo, kdyby někdo vytesal velikého E. F. Buriana nebo štíhlého Drdu.
Miroslav Horníček,  Hovory (1968–1969)